# Solo Zündwaren
SOLO Zündwaren- und Wichsefabrik AG war ein im Jahr 1903 gegründeter österreichischer Zündwarenhersteller, dessen Wurzeln bis in die Mitte des 19. Jahrhunderts zurückreichen. In seiner Hochzeit belieferte das Unternehmen ganz Mitteleuropa sowie Teile Indiens, Chinas und des Osmanischen Reiches mit den verschiedensten Arten von Zündhölzern.

## Zündwarenfabrik Deutschlandsberg (1856–1861)
1850 übernahm Florian Pojatzi, Sohn eines nach Deutschlandsberg eingewanderten Kaufmanns aus Friaul, mit nur 20 Jahren das Gemischtwarengeschäft seines Vaters.
Pojatzi sah in den örtlichen Ressourcen (Holz) gute Chancen, ein zweites Standbein aufzubauen. Deshalb absolvierte er ab 1855 eine Ausbildung zur Fertigung von Zündhölzern in Stefan Rómers  Zündholzfabrik in Wien.
Am 21. Juni 1856 ersuchte Pojatzi die Bezirksbehörde um die Genehmigung für die Herstellung von Zündhölzern. Die Bewilligung erfolgte am 28. Juni 1856. Handelsgerichtlich war der gewerbliche Betrieb, der zunächst im eigens angemieteten Appolthaus in Hörburg untergebracht war, nicht registriert. Aktiver Teilhaber war der 40-jährige Johann Eisenhut, ehemaliger Mitarbeiter in Pojatzis Ausbildungsbetrieb. In den ersten Jahren verlief die Produktion noch in bescheidenem Maßstab. Hergestellt wurden hauptsächlich gewöhnliche geschwefelte Phosphorhölzchen, aber auch Salonzünder, bei denen statt des Schwefels wohlriechendes Kolophonium zum Einsatz kam. Das Absatzgebiet war noch örtlich begrenzt und ging kaum über die Steiermark, das Drautal und das Lavanttal hinaus.
Eine steigende Nachfrage nach Zündhölzern, die größer werdende Anzahl Arbeitswilliger und ein auslaufender Pachtvertrag für das Appolthaus bewogen Pojatzi dazu, einen Neubeginn zu wagen. Er entschloss sich, eine neue Anlage auf dem in seinem Besitz befindlichen Äckern im Bereich der Fabrikstraße zu bauen. Die Kommissionierung erfolgte im April 1861 und im Dezember ging die neue Fabrik, die Firma Florian Pojatzi & Comp., in Betrieb.

## Fl. Pojatzi & Co. (1861–1903)
Mit dem Ziel, den Absatzmarkt zu erweitern, entschloss sich Pojatzi, die Kompetenzen in seiner Firma umzuverteilen. Er selbst übernahm die kommerzielle Führung und das Eruieren neuer Absatzmärkte, während Johann Eisenhut die technische Leitung der Fabrik oblag. Der Arbeiterstand wuchs innerhalb von zwei Jahren von 22 auf 50 Personen, was eine straffere Organisation unumgänglich machte. In Carl Franz fand Pojatzi einen kompetenten Mitarbeiter und zugleich einen kapitalkräftigen Gesellschafter, der eine Einlagesumme von 3.000 Gulden (ca. 40.000 Euro) mitbrachte. 1864 wurde die Zündholzfabrik als offene Gesellschaft in das Handelsregister eingetragen. Die Absatzgebiete konnte dank intensiver Verhandlungen mit italienischen, chinesischen und osmanischen Interessenten bedeutend erweitert werden.
Schon bald beschäftigte das Unternehmen 250 Mitarbeiter und die Nachfrage nach Zündhölzern stieg immer weiter. Das einzige Problem, den komplizierten und kostspieligen Transport per Pferdefuhrwerk nach Lebring zur Südbahn, wusste Pojatzi durch geschickte Verhandlungen zu lösen, die dazu führten, dass eine ursprünglich über Frauental geplante Bahntrasse stattdessen direkt über Deutschlandsberg verlief. Sein Einsatz wurde 1870 vom Staat damit belohnt, dass seine Firma den kaiserlichen Adler führen und den Firmennamen in „k. k. privilegierte Zündwarenfabrik in Deutschlandsberg bei Graz von Fl. Pojatzi & Comp“ ändern durfte. Die Bienenkorbmarke, das neue Fabrikationszeichen der Zündholzfabrik, erlangte in den folgenden Jahren Weltruhm. 1888 exportierte Pojatzi via Triest und Hongkong allein nach China 1,44 Milliarden Zündhölzer.
Im Jahr 1872 trat Johann Eisenhut aus dem Unternehmen aus, worauf dieses in eine Kommanditgesellschaft umgewandelt wurde. Ein Jahr später erhielt Franz Czerweny, der gerade in die Familie eingeheiratete Schwiegersohn Pojatzis, weitreichende Kompetenzen. Ab 1879 übernahm Czerweny gemeinsam mit Pojatzi die kommerzielle Führung, während Carl Franz weiterhin technischer Leiter blieb. Die Firma gewann durch die gute Auftragslage an Kapital und Einfluss, sodass 1881 die Zündwarenfabrik Kollmann in Stallhof bei Stainz aufgekauft werden konnte.
Nach Rückzug Florian Pojatzis aus der aktiven Mitarbeit im Unternehmen im Jahr 1892 war eine Neukonstituierung erforderlich. Zu dem Zeitpunkt bestand die Gesellschaft aus zwei öffentlichen Gesellschaftern, Franz Czerweny von Arland und Carl Franz mit einer Einlage von je 320.000 Gulden (ca. 4,3 Mio. Euro), und vier stillen Gesellschaftern, Florian Pojatzi, dessen Schwiegersohn Adolf Bracher, Leopold Vianello, und Leopold Link. 1896/97 entstand ein großes Kanzleigebäude, 1907 der 45 m hohe Schornstein.
Große wirtschaftliche Schwierigkeiten, die aus der Gründung zahlreicher Zündholzfabriken in Europa resultierten, brachten Franz Czerweny 1899 dazu, die Gesellschaft im Handelsregister zu löschen und als Einzelfirma mit ihm als Inhaber neu aufnehmen zu lassen. Um den Konkurrenzkampf der österreichischen Fabriken auszuschalten, wurde im Jahr 1900 ein Verkaufskartell gegründet, dem jedoch nur wenig Erfolg beschieden war. 1901 schlossen sich deshalb die sechs größten österreichischen Zündholzfabriken zu einem eigenen Kartell zusammen, um fortan den gemeinsamen Verkauf ihrer Produkte über eine Verkaufs-Aktiengesellschaft, die Zündwarensektion der österreichischen Länderbank in Wien abzuwickeln.
Zwar war dadurch die Konkurrenz im eigenen Land ausgehebelt, dafür drängten jetzt aber schwedische, englische, italienische und russische Zündholzkonzerne in die bislang den Österreichern vorbehaltenen Absatzgebiete. Auf Initiative Franz Czerwenys wurden daher Verhandlungen eingeleitet, an deren Ende die Gründung der „SOLO – Zündwaren- und Wichsefabriken AG“ am 1. Januar 1903 stand. Die Fabriken in Stainz und Deutschlandsberg gingen zeitgleich in das Eigentum der SOLO AG über.

## Die SOLO Zündwaren- und Wichsefabriken AG (1903–1924) bzw. SOLO Zündwaren- und Chemische Fabriken AG (1924–1982)

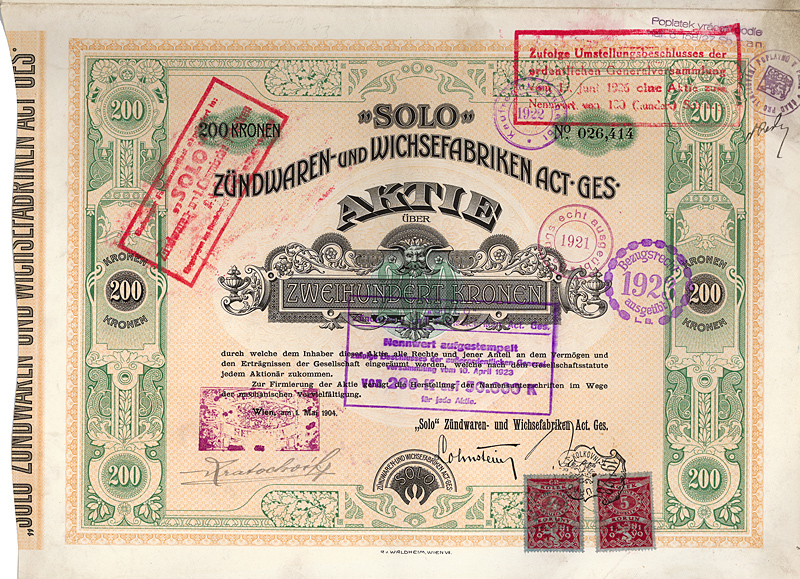
Aktie der Solo AG vom 1. Mai 1904

Das Aktienkapital der neuen SOLO AG belief sich auf 5.340.000 Kronen. Das entspricht einem heutigen Marktwert von rund 71.556.000 Euro. Es wurden 26.700 Aktien ausgegeben, deren Wert bei jeweils 200 Kronen (ca. 2.700 Euro) lag. In den Konzern gingen folgende Unternehmen samt allen Gebäuden und Anlagen, Maschinen, Marken und Musterrechten, Kundschaften Gewerbeberechtigungen und Patenten mit Ausnahme der Patente auf Zündholz-Automatmaschinen ein:
| Partner              | Ort                  | Kapital (Kronen)     | Kapital (Kronen)     | Summe (Kronen) |
| Partner              | Ort                  | Fabriken             | sonstige Werte *     | Summe (Kronen) |
| -------------------- | -------------------- | -------------------- | -------------------- | -------------- |
| Bernard Fürth        | Sušice †             | 1.150.000            | 350.000              | 1.500.000      |
| Fl. Pojatzi & Co     | Deutschlandsberg     | 1.050.000            | 350.000              | 1.400.000      |
| Union Augsburg ‡     | Niederlassung Linz   | 900.000              | 300.000              | 1.200.000      |
| Adalbert Scheinost   | Sušice               | 500.000              | 140.000              | 640.000        |
| Julius Krepesch      | Graz                 | 230.000              | 70.000               | 300.000        |
| Emil Lebherz         | Görz                 | 230.000              | 70.000               | 300.000        |
| Gesellschaftskapital | Gesellschaftskapital | Gesellschaftskapital | Gesellschaftskapital | 5.340.000      |

Abbildung
Insgesamt produzierten diese sechs Firmen jährlich rund 80 Milliarden Zündhölzer. Damit repräsentierten sie etwa 70 Prozent der Gesamtproduktion im damaligen Österreich.
Das Präsidium übernahm aus Gründen der Objektivität die österreichische Länderbank. Die drei größten Teilhaber, Pojatzi, Fürth und Union, stellten jeweils zwei Aufsichtsräte, die kleineren Firmen je einen. Die Führung der Verwaltungszentrale in Wien oblag Franz Czerweny und Bernhard Fürth. Beide traten 1913 zurück. Robert Czerweny von Arland wurde Direktor der Zentrale und Ernst Fürth Generaldirektor des Konzerns. Als Betriebsleiter werden Theodor Franz (bis 1910) und Rudolf Haidvogl (1910 bis 1928) genannt. Danach war Viktor Czerweny Fabriksdirektor, ihm folgte Ludwig Reichenwallner (bis 1945).
Einen wichtigen Einschnitt in die SOLO-Historie brachte das Inkrafttreten des Weißphosphorverbots im Jahr 1912 und die damit verbundene Gründung der HELIOS-Zündwaren AG durch den Staat Österreich. Um einen Konkurrenzkampf zu verhindern, ließ SOLO der HELIOS zehn Jahre lang je 200.000 Kronen zukommen.
Im Zuge der Auflösung der Habsburger Monarchie im Jahr 1918 war eine Neuorganisation des Konzerns notwendig, da ein Großteil der Betriebe jetzt auf dem Territorium des neuen Staates Tschechoslowakei lag. SOLO und HELIOS wurden verschmolzen und in eine tschechische und eine österreichische SOLO geteilt. Die Leitung über beide Firmen übernahm Generaldirektor Ernst Fürth. Zur österreichischen SOLO gehörten die Fabriken in Deutschlandsberg, Stainz und Linz.
Zwischen den beiden Weltkriegen entstanden die Konkurrenzbetriebe ORION in St. Pölten, SIRIUS in Klagenfurt und VULKAN in Salzburg. Während es der SOLO gelang, die ORION aufzukaufen, wurden mit den beiden anderen nur Verkaufsverträge abgeschlossen. Diesem Konkurrenzdruck fiel die Fabrik in Stainz zum Opfer, die 1928 stillgelegt wurde.
Um die Produktion zu sichern, beschäftigte die SOLO während des Zweiten Weltkrieges auch Kriegsgefangene. Neben Zündhölzern stellten diese auch Reibeflächen für Handgranaten und Zündschnüre her.
Nach Kriegsende nahm die SOLO so weit als möglich die Produktion unter Direktor Mnestjan wieder auf. 1950 produzierten 700 Arbeiter 1.263.000 Schachteln, während es 1921 bei 500 Arbeitern 440.000 Schachteln waren. 1952 übernahm Hermann Ramharter die Direktion, er war der letzte Leiter des Unternehmens bis zur Übernahme durch die Schweizer Gesellschaft TERZA im Jahr 1974, wobei allerdings schon einmal 1972 die Liquidation des  Werkes beschlossen worden und das Werk 1973 vom damaligen Hauptaktionär Friedrich Sigmar an die Schweizer Industriellengruppe Schmidheiny verpachtet worden war.
Bis auf wenige Jahre schüttete die Aktiengesellschaft zwischen 1921 und 1970 stets Dividende aus. Die Aufhebung des Zündholzmonopols im Jahr 1954 und die Liberalisierung des Zündholzmarktes 1964 führte jedoch, verstärkt durch das zunehmend in Umlauf kommende Feuerzeug, zu einem so gewaltigen Konkurrenzkampf, dass die Aktionäre der SOLO AG schon im Jahr 1972 die Liquidation der Gesellschaft beschlossen hatten. Damit war letztendlich auch das Ende der Zündholzfabrik in Deutschlandsberg besiegelt. Am 31. März 1982 wurde das Unternehmen endgültig geschlossen und der Schornstein gesprengt.
Im September 2024 fand unter dem Titel „120 Jahre SOLO“ eine Ausstellung in der Stadtgalerie am Hauptplatz in Deutschlandsberg statt, in der vom Deutschlandsberger Stadthistoriker Gerhard Fischer Material zum Unternehmen aus den Unterlagen der Familie des letzten technischen Leiters der SOLO Wolf Bukoschegg vorgestellt wurde.